# Selenidera
Genre
Répartition géographique
Avec Aulacorhynchus, Selenidera est un des deux genres de toucanets.

## Liste des espèces
D'après la classification de référence (version 2.6, 2010) du Congrès ornithologique international (ordre phylogénique) :
- Selenidera spectabilis – Toucanet à oreilles d'or
- Selenidera piperivora – Toucanet koulik
- Selenidera reinwardtii – Toucanet de Reinwardt
- Selenidera nattereri – Toucanet de Natterer
- Selenidera gouldii – Toucanet de Gould
- Selenidera maculirostris – Toucanet à bec tacheté